# L.E. Modesitt Jr.
Leland Exton Modesitt Jr. (ur. 1943 w Denver) – amerykański pisarz fantasy i science fiction.

## Życiorys
Urodził się w 1943 roku w Denver w stanie Kolorado. Wykształcenie zdobył w Williams College. Przez dwadzieścia lat mieszkał w Waszyngtonie, w 1989 roku przeprowadził się do New Hampshire. Tam też poznał swoją żonę, z którą w 1993 roku zamieszkał w Cedar City w stanie Utah. Był pilotem Marynarki Wojennej Stanów Zjednoczonych, ratownikiem, dostawcą, DJ-em radiowym, agentem nieruchomości, pracował jako analityk rynkowy, kierownik badań kampanii politycznych, asystent prawny kongresmena.
L.E. Modesitt Jr. jest autorem wielu powieści fantasy i science fiction, lecz jego najbardziej znanym dziełem jest Saga Recluce. Zajmuje się także poezją oraz publicystyką. Zadebiutował w 1973 opowiadaniem fantastycznym The Great American Story, które ukazało się na łamach "Analog Science Fiction and Fact".

## Twórczość
The Corean Chronicles
Akcja powieści dzieje się w świecie zwanym Corus (albo Acorus), w którym żyją dziwne i niebezpieczne bestie oraz ludzie, posiadający magiczne zdolności.
- Legacies (2002)
- Darkness (2003)
- Scepters (2004)
- Alector's Choice (2005)
- Cadmian's Choice (2006)
- Soarer's Choice (2007)

Opowieści o duchach
Historie szpiegowskie, których akcja rozgrywa się w alternatywnych rzeczywistościach.
- Of Tangible Ghosts (1994)
- The Ghost of the Revelator (1998)
- Ghost of the White Nights (2001)
- Ghosts of Columbia (2005) Omnibus, zawierający Tangible Ghosts i The Ghost of the Revelator.

Saga Recluce
– Powieści
- Magia Recluce (REBIS, 1999) The Magic of Recluce (1991)
- Wieże zachodzącego słońca (REBIS, 1999) The Towers of Sunset (1992)
- Magiczny inżynier (REBIS, 2000) The Magic Engineer (1994)
- Wojna Ładu (REBIS 2000) The Order War (1995)
- Śmierć Chaosu (REBIS, 2001) The Death of Chaos (1995)
- Upadek aniołów (REBIS, 2002) The Fall of Angels (1996)
- The Chaos Balance (1997)
- The White Order (1998)
- Colors of Chaos (1999)
- Magi'i of Cyador (2000)
- Scion of Cyador 2000)
- Wellspring of Chaos (2004)
- Ordermaster (2005)
- Natural Ordermage (2007)
- Mage-Guard of Hamor (2008)
- Arms-Commander (2010)
- Cyador's Heirs (2014)
- Heritage of Cyador (2014)
- The Mongrel Mage (2017)
- Outcasts of Order (2018)
- The Mage-Fire War (2019)
- Fairhaven Rising (2021)
- From the Forest (2024)
- Overcaptain (2024)

– Zbiór opowiadań
- Recluce Tales: Stories from the World of Recluce (2017)

Spellsong Cycle
Akcja cyklu rozgrywa się w świecie Erde, gdzie pieśni posiadają magiczną moc.
- The Soprano Sorceress (1997)
- The Spellsong War (1998)
- Darksong Rising (1999)
- The Shadow Sorceress (2001)
- Shadowsinger (2002)

The Ecolitan Institute
- The Ecologic Envoy (1986)
- The Ecolitan Operation (1989)
- The Ecologic Secession (1990)
- The Ecolitan Enigma (1997)
- Empire & Ecolitan (2001) Omnibus, zawierający The Ecologic Envoy i The Ecolitan Operation.
- Ecolitan Prime (2003) Omnibus, zawierający The Ecologic Secession i The Ecolitan Enigma.

The Forever Hero
W niedalekiej przyszłości, gdy Ziemia została zdewastowana, a miasta obrócono w ruinę, rodzi się pewien nieśmiertelny, który ma do spełnienia wyjątkową misję.
- Dawn for a Distant Earth (1987)
- The Silent Warrior (1987)
- In Endless Twilight (1988)
- The Forever Hero (2000) Omnibus

Parafaith Universe
- The Parafaith War (1996)
- The Ethos Effect (2003)

Timegod's World
- The Fires of Paratime (1982) (inny tytuł The Timegod (1993))
- Timediver's Dawn (1992)
- Timegod's World (2001) Omnibus

Archform
- Archform: Beauty (2000)
- Flash (2004)

The Imager Portfolio
- Imager (2009)
- Imager's Challenge (2009)
- Imager's Intrigue (2010)
- Scholar (2011)
- Princeps (2012)
- Imager's Battalion (2013)
- Antiagon Fire (2013)
- Rex Regis (2014)
- Madness in Solidar (2015)
- Treachery’s Tools (2016)
- Assassin’s Price (2017)
- Endgames (2019)

The Grand Illusion
- Isolate (2021)
- Councilor (2022)
- Contrarian (2023)

Inne powieści
- The Hammer of Darkness (1985)
- The Green Progression (1992) współautor Bruce Scott Levinson
- Adiamante (1996)
- Gravity Dreams (2000)
- The Octagonal Raven (2001)
- The Eternity Artifact (2005)
- The Elysium Commission (2007)
- Haze (2009)
- Empress of Eternity (2010)
- The One-Eyed Man (2013)
- Solar Express (2015)
- Quantum Shadows (2020)

Zbiór opowiadań
- Viewpoints Critical (2008)

Opowiadania
- Came the Revolution (1977) "Galaxy Science Fiction", September 1977
- The Great American Economy (1973)"Analog Science Fiction/Science Fact", May 1973
- A House by Any Other Name (1974) "Analog Science Fiction/Science Fact", November 1974
- Iron Man, Plastic Ships (1979) "Isaac Asimov’s Science Fiction Magazine", Oct 1979
- Power to ...? (1990) "Analog Science Fiction and Fact", November 1990
- Reaction Time (1978)"Analog Science Fiction/Science Fact", January 1978
- Rule of Law (1981) "Analog Science Fiction/Science Fact", April 27, 1981
- Second Coming (1979)"Asimov’s SF Adventure Magazine", Spring 1979
- Understanding (2000)"On Spec", Summer 2000
- Viewpoint Critical (1978)"Analog Science Fiction/Science Fact", July 1978
- Precision Set (2001) On Spec Spring 2001
- The Pilots (2002) In the Shadow of the Wall: Vietnam Stories that Might Have Been (ed. Byron R. Tetrick)
- Dock to Heaven (2003) Low Port (ed. Sharon Lee & Steve Miller)
- The Swan Pilot (2004) Emerald Magic: Great Tales of Irish Fantasy (ed. Andrew M. Greeley)
- Fallen Angel (2004) Flights: Extreme Visions of Fantasy (ed. Al Sarrantonio)